# Nguyễn Văn Ninh (kiến trúc sư)
Nguyễn Văn Ninh (3 tháng 2, 1908 – 15 tháng 4, 1975) là một kiến trúc sư người Việt Nam. Tốt nghiệp khóa đầu tiên của khoa Kiến trúc Trường Cao đẳng Mỹ thuật Đông Dương (khóa 1926 - 1931), Nguyễn Văn Ninh được biết tới nhiều nhất qua các thiết kế cho một số công trình đã và đang tồn tại ở khu vực Quảng trường Ba Đình, Hà Nội như Lễ đài Ba Đình (1955 và 1960) hay Nhà sàn Bác Hồ (1958). Trước đó Nguyễn Văn Ninh đã tham gia xây dựng Dinh Bảo Đại (Dinh 3) ở Đà Lạt và nhiều công trình lăng tẩm, đền đài ở Huế. Năm 2001, Nguyễn Văn Ninh đã được truy tặng Giải thưởng Nhà nước đợt đầu tiên trong lĩnh vực kiến trúc.

## Tiểu sử
Nguyễn Văn Ninh sinh ngày 3 tháng 2 năm 1908 tại Lạng Sơn. Năm 12 tuổi sau khi học xong tiểu học ở Lạng Sơn, Nguyễn Văn Ninh lên Hà Nội học trung học tại Trường Bưởi. Năm 1926 ông đứng đầu trong số tám người được tuyển vào khóa đầu tiên của Khoa Kiến trúc, Trường Cao đẳng Mỹ thuật Đông Dương. Sau khi tốt nghiệp năm 1932, Nguyễn Văn Ninh được Triều đình Huế tuyển làm kiến trúc sư cung đình và đã tham gia việc xây dựng, tu tạo nhiều công trình đền đài, lăng tẩm ở Huế cũng như Dinh Bảo Đại ở Đà Lạt (1943). 
Năm 1945, Nguyễn Văn Ninh đã tham gia Cách mạng tháng Tám ở Đà Lạt và được bầu làm Ủy viên Ủy ban nhân dân cách mạng tỉnh Lâm Viên rồi dời ra Bắc tham gia các hoạt động của chính phủ Việt Nam Dân chủ Cộng hòa ở Lạng Sơn và Chiến khu Việt Bắc. Năm 1950 ông được cử làm Giám đốc Kiến trúc vụ của chính phủ Việt Nam Dân chủ Cộng hòa, người phó của ông tại đây là kiến trúc sư Nguyễn Cao Luyện. Sau khi quân Pháp rút khỏi miền Bắc Việt Nam, Nguyễn Văn Ninh về Hà Nội và được giao thiết kế Lễ đài Ba Đình tại Quảng trường Ba Đình phục vụ các dịp lễ lớn của chính phủ Việt Nam Dân chủ Cộng hòa vào các năm 1955 và 1960. Năm 1958 Nguyễn Văn Ninh được đích thân Hồ Chí Minh mời thiết kế một ngôi nhà bằng gỗ để ông ở bên trong khuôn viên Phủ Chủ tịch. Thiết kế Nhà sàn Bác Hồ này cùng thiết kế Lễ đài Ba Đình đã giúp Nguyễn Văn Ninh được Chủ tịch nước Việt Nam truy tặng Giải thưởng Nhà nước đợt đầu tiên trong lĩnh vực kiến trúc vào năm 2001.
Nguyễn Văn Ninh mất ngày 15 tháng 4 năm 1975 tại Hà Nội sau một cơn sốt ác tính khi đang gấp rút chuẩn bị vào Nam, chỉ nửa tháng trước ngày Việt Nam thống nhất, hưởng thọ 67 tuổi. Tên của Nguyễn Văn Ninh đã được dùng để đặt cho hai con đường tại Hà Nội và Lạng Sơn.